# Edmund Germer
Edmund Germer (Berlijn, 24 augustus 1901 – 10 augustus 1987) was een Duits uitvinder. Hij wordt beschouwd als de vader van de moderne tl-lamp.

## Biografie
Germer, de zoon van een accountant, studeerde gedurende de jaren 1920 aan de universiteit van Berlijn waar hij een doctoraat behaalde in de verlichtingstechniek. Zijn doel was het ontwikkelen van een betere lichtbron dan de gloeilamp met een hoger lichtrendement.
Hij bouwde onder andere verder op het werk van de Amerikaan Peter Cooper Hewitt, uitvinder van de kwiklamp, en ontdekte dat bij deze lampen het grootste gedeelte van de energie vrijkomt in de vorm van ultraviolette straling. Door de binnenkant van deze gasontladingsbuis te coaten met een fluorescerend poeder werd deze ultraviolette straling omgezet in zichtbaar licht. Hierdoor kreeg hij een efficiënte lichtbron met een hoog rendement.
Samen met Friedrich Meyer en Hans Spanner patenteerde hij op 10 december 1926 deze uitvinding. Zijn octrooi werd later opgekocht door General Electric Company, die ook een licentie verkreeg op zijn octrooi van de hogedrukkwiklamp (1934).
In 1996 werd hij postuum opgenomen in de National Inventors Hall of Fame.
- Gemeinsame Normdatei: 1044335378
- International Standard Name Identifier: 0000 0004 2344 0033
- Virtual International Authority File: 305407480